# 유쾌한 딸 7형제
"유쾌한 딸 7형제"는 1971년 공개된 대한민국의 영화이다.

## 배역
- 김희라
- 윤정희